# Coppa Sudamericana 2009
La Coppa Sudamericana 2009 è stata l'ottava edizione del torneo.
Alla manifestazione hanno partecipato 31 squadre. La squadra campione in carica era l'Internacional di Porto Alegre. La compagine vincente si è qualificata automaticamente per la Recopa Sudamericana 2010.
Il LDU Quito ha vinto la manifestazione per la prima volta.

## Squadre partecipanti
| Nazione             | Squadra              | Metodo di qualificazione                                                  |
| ------------------- | -------------------- | ------------------------------------------------------------------------- |
| Argentina 6 posti   | Lanús                | 1ª classificata nella Primera División 2008-2009                          |
| Argentina 6 posti   | Vélez Sársfield      | 2ª classificata nella Primera División 2008-2009                          |
| Argentina 6 posti   | San Lorenzo          | 3ª classificata nella Primera División 2008-2009                          |
| Argentina 6 posti   | Tigre                | 4ª classificata nella Primera División 2008-2009                          |
| Argentina 6 posti   | Boca Juniors         | Invitato                                                                  |
| Argentina 6 posti   | River Plate          | Invitato                                                                  |
| Bolivia 2 posti     | La Paz               | 2ª classificata nella Apertura 2008                                       |
| Bolivia 2 posti     | Blooming             | 2ª classificata nella Clausura 2008                                       |
| Brasile 8 + 1 posti | Internacional        | 1ª classificata nella Copa Sudamericana 2008                              |
| Brasile 8 + 1 posti | Flamengo             | 5ª classificata nella Série A 2008                                        |
| Brasile 8 + 1 posti | Botafogo             | 7ª classificata nella Série A 2008                                        |
| Brasile 8 + 1 posti | Goiás                | 8ª classificata nella Série A 2008                                        |
| Brasile 8 + 1 posti | Coritiba             | 9ª classificata nella Série A 2008                                        |
| Brasile 8 + 1 posti | Vitória              | 10ª classificata nella Série A 2008                                       |
| Brasile 8 + 1 posti | Atlético Mineiro     | 12ª classificata nella Série A 2008                                       |
| Brasile 8 + 1 posti | Atlético Paranaense  | 13ª classificata nella Série A 2008                                       |
| Brasile 8 + 1 posti | Fluminense           | 14ª classificata nella Série A 2008                                       |
| Cile 2 posti        | Unión Española       | 1ª classificata nella Apertura 2008                                       |
| Cile 2 posti        | Universidad de Chile | Vincitore dei playoff di Copa Sudamericana                                |
| Colombia 2 posti    | Deportivo Cali       | 2º classificato nella Copa Mustang 2008                                   |
| Colombia 2 posti    | La Equidad           | Vincitore della Copa Colombia 2008                                        |
| Ecuador 2 posti     | Emelec               | Vincitrice della Serie A 2009                                             |
| Ecuador 2 posti     | LDU Quito            | Finalista nella Serie A 2009                                              |
| Paraguay 2 posti    | Libertad             | Campione con più punti in Apertura o Clausura della Primera División 2008 |
| Paraguay 2 posti    | Cerro Porteño        | 3º classificato nella Primera División 2008                               |
| Perù 2 posti        | Cienciano            | 2º posto nel Descentralizado 2008                                         |
| Perù 2 posti        | Alianza Atlético     | 3º posto nel Descentralizado 2008                                         |
| Uruguay 2 posti     | River Plate          | 3º posto nella Liguilla Pre-Libertadores2009                              |
| Uruguay 2 posti     | Liverpool            | 4º posto nella Liguilla Pre-Libertadores 2009                             |
| Venezuela 2 posti   | Deportivo Anzoátegui | Vincitore della Copa de Venezuela 2008                                    |
| Venezuela 2 posti   | Zamora               | 2ª classificata in Primera División 2008-2009                             |

## Risultati

### Fase preliminare
| Squadra #1           | Risultato totale | Squadra #2           | Risultato andata | Risultato ritorno |
| -------------------- | ---------------- | -------------------- | ---------------- | ----------------- |
| Atlético Mineiro     | 2 - 2 (5-6 dcr)  | Goiás                | 1 - 1            | 1 - 1             |
| La Equidad           | 2 - 3            | Unión Española       | 2 - 2            | 0 - 1             |
| Vitória              | 2 - 2 (5-3 dcr)  | Coritiba             | 2 - 0            | 0 - 2             |
| Universidad de Chile | 3 - 1            | Deportivo Cali       | 2 - 1            | 1 - 0             |
| Fluminense           | (gf) 1 - 1       | Flamengo             | 0 - 0            | 1 - 1             |
| Liverpool            | 0 - 2            | Cienciano            | 0 - 0            | 0 - 2             |
| River Plate          | 1 - 3            | Lanús                | 1 - 2            | 0 - 1             |
| Zamora               | 1 - 3            | Emelec               | 0 - 1            | 1 - 2             |
| Atlético Paranaense  | 2 - 3            | Botafogo             | 0 - 0            | 2 - 3             |
| Liga de Quito        | 2 - 1            | Libertad             | 1 - 0            | 1 - 1             |
| Tigre                | 2 - 2 (gf)       | San Lorenzo          | 2 - 1            | 0 - 1             |
| Alianza Atlético     | 2 - 1            | Deportivo Anzoátegui | 0 - 0            | 2 - 1             |
| Blooming             | 1 - 5            | River Plate          | 0 - 3            | 1 - 2             |
| Boca Juniors         | 1 - 2            | Vélez Sarsfield      | 1 - 1            | 0 - 1             |
| Cerro Porteño        | 4 - 1            | La Paz               | 2 - 0            | 2 - 1             |

### Ottavi di finale
| Squadra #1       | Risultato totale | Squadra #2           | Risultato andata | Risultato ritorno |
| ---------------- | ---------------- | -------------------- | ---------------- | ----------------- |
| Cerro Porteño    | (gf) 3 - 3       | Goiás                | 2 - 0            | 1 - 3             |
| Vélez Sarsfield  | 5 - 4            | Unión Española       | 3 - 2            | 2 - 2             |
| River Plate      | 5 - 2            | Vitória              | 4 - 1            | 1 - 1             |
| Internacional    | 1 - 2            | Universidad de Chile | 1 - 1            | 0 - 1             |
| Alianza Atlético | 3 - 6            | Fluminense           | 2 - 2            | 1 - 4             |
| San Lorenzo      | 5 - 0            | Cienciano            | 3 - 0            | 2 - 0             |
| Liga de Quito    | 5 - 1            | Lanús                | 4 - 0            | 1 - 1             |
| Botafogo         | 3 - 2            | Emelec               | 2 - 0            | 1 - 2             |

### Quarti di finale
| Squadra #1      | Risultato totale | Squadra #2           | Risultato andata | Risultato ritorno |
| --------------- | ---------------- | -------------------- | ---------------- | ----------------- |
| Cerro Porteño   | 5 - 2            | Botafogo             | 2 - 1            | 3 - 1             |
| Fluminense      | 3 - 2            | Universidad de Chile | 2 - 2            | 1 - 0             |
| Vélez Sarsfield | 2 - 3            | Liga de Quito        | 1 - 1            | 1 - 2             |
| River Plate     | 1 - 1 (9-8 dcr)  | San Lorenzo          | 0 - 1            | 1 - 0             |

### Semifinali
| Squadra #1    | Risultato totale | Squadra #2    | Risultato andata | Risultato ritorno |
| ------------- | ---------------- | ------------- | ---------------- | ----------------- |
| Cerro Porteño | 1-3              | Fluminense    | 0-1              | 1-2               |
| River Plate   | 2-8              | Liga de Quito | 2-1              | 0-7               |

### Finale
| Squadra #1    | Risultato totale | Squadra #2 | Risultato andata | Risultato ritorno |
| ------------- | ---------------- | ---------- | ---------------- | ----------------- |
| Liga de Quito | 5 - 4            | Fluminense | 5 - 1            | 0 - 3             |

#### Andata
| Arbitro: | Silvera |

|                                             |           |              |
| Méndez 21’ 44’ 60’ Salas 77’ de la Cruz 88’ | Marcatori | 1’ Marquinho |

#### Ritorno
| Arbitro: | Amarilla |

|                               |           |  |
| Diguinho 13’ Fred 43’ Gum 75’ | Marcatori |  |